# Il Parto delle Nuvole Pesanti
Il Parto delle Nuvole Pesanti è un gruppo musicale costituito a Bologna da musicisti calabresi.

## Storia
Nel 1990, dall'incontro con altri musicisti calabresi che studiano all'università di Bologna, Salvatore De Siena fonda Il Parto delle Nuvole Pesanti. La band realizza Alisifare, del 1994, un album folk punk, con brani come Raggia, che diverrà il manifesto artistico del gruppo, e Pristafora, disco in cui la musica etnica e quella rock vengono miscelate. Il successivo 4 battute di povertà (1997) fa crescere il successo del gruppo, mentre il dialetto calabrese interagisce con l'italiano dando vita a brani come Lupu e Sule.
Tra il 1999 e il 2000 cresce la popolarità del gruppo con la partecipazione al Concerto del Primo Maggio a Roma, al Premio Italiano della Musica, al Premio Tenco della canzone d’autore e al progetto discografico La notte del Dio che balla, diretto da Teresa De Sio, con la partecipazione di molti artisti tra cui Vinicio Capossela e Daniele Sepe. È un periodo che vede anche l'uscita del CD Sulle ali della mosca, in cui il punk rock si coniuga con la canzone d’autore, pur mantenendo venature etniche. Questa fase culmina con il ritorno del gruppo al Premio Tenco, con un omaggio a Sergio Endrigo. Il Parto interpreta due suoi brani, La ballata dell'ex e L'Orlando. Quest'ultimo viene inserito nel CD dedicato al cantautore istriano, Canzoni per te, che raccoglie gli omaggi degli altri ospiti del Tenco, tra cui Gino Paoli, Roberto Vecchioni, Bruno Lauzi e Ivano Fossati.
Nel 2001 la band debutta anche in teatro con Roccu u stortu, scritto da Francesco Suriano per la regia di Fulvio Cauteruccio. È la storia di un soldato semianalfabeta calabrese che parte per il fronte in cerca di un riscatto sociale che però si infrange sugli orrori della prima guerra mondiale. Le musiche del Parto vengono raccolte in CD e lo spettacolo, con i musicisti come attori, viene trasmesso su Rai Radio3 e su Rai 2.
Nel 2002 il Parto riarrangia lo storico album di Claudio Lolli, Ho visto anche degli zingari felici che, ricantato dallo stesso cantautore bolognese, viene accolto molto bene da pubblico e critica che partecipa numeroso alla tournée degli Zingarifelicitour. Ma il 2002 è anche l’anno in cui la band suona prima a New York e poi a Baghdad, appena prima dello scoppio della guerra. Del viaggio in Iraq viene realizzato anche un film dal titolo Sotto il cielo di Baghdad di Balsamo e Scialotti, presentato su Rai 3, e un CD, L'altra faccia della terra. Di ritorno da Baghdad, il Parto interpreta anche il brano pacifista La guerra di Piero di Fabrizio De André che viene inserito nella compilation Mai più i cadaveri dei soldati, pubblicata dalla rivista Mucchio Selvaggio e alla quale partecipano, tra gli altri, gli Afterhours, la Bandabardò, i Têtes de Bois, i Gang e Massimo Bubola.
Al 2003 risale il debutto nel cinema. Esce infatti il docufilm Doichlanda, con la regia di Giuseppe Gagliardi Giuseppe Gagliardi. I musicisti del Parto, in questo viaggio gastronomico-musicale nella Germania degli emigrati calabresi, sfoderano capacità recitative e una vena comica che gli fanno conquistare il Premio della Giuria al Festival del Cinema di Torino, consegnato direttamente dal Presidente Vittorio De Seta.
Nel 2004 esce l'album Il parto, in cui la tradizione mediterranea si fonde con testi di spessore letterario, miscelando radici musicali mediterranee con contenuti poetici. Spiccano i brani L'imperatore, Piccola mia e Onda calabra, il cui videoclip si aggiudica il Premio Mei come Migliore Videoclip d’Autore. Impreziosiscono il disco le collaborazioni con Claudio Lolli, Roy Paci, Davide Van De Sfroos e Paolo Jannacci. Ne segue una lunga tournée che tocca diversi paesi europei e che vede il ritorno al Concerto del Primo Maggio a Roma, durante il quale omaggia anche Enzo Jannacci con una versione di Vincenzina e la fabbrica, sigla del film Romanzo popolare di Mario Monicelli. A luglio del 2005 il Parto è in Bosnia, per le manifestazioni del decimo anniversario dell’Olocausto di Srebrenica, perpetrato dai Serbi durante la guerra nella Ex Jugoslavia. Nell'occasione gira un documentario dal titolo Il buio di Srebrenica diretto da Salvatore De Siena.
Nel 2006, dopo un'importante cambio di formazione, la band riprende a macinare progetti con un'attenzione particolare ai temi civili e sociali. In questo periodo si consolida la collaborazione con Lolli in Fango, un'opera teatrale di Ernesto dello Jacono, dedicata alla catastrofe ambientale di Sarno che costò la vita a centinaia di persone. I due artisti compongono L'eterno canto dell'uomo, sigla dello spettacolo trasmesso su Rai 2.
Nel 2007 la band realizza il progetto musiculturale La valigia d'identità, un viaggio europeo che mette in evidenza gli aspetti positivi dell’emigrazione e che si avvale di prestigiosi partner, tra cui gli Istituti Italiani di Cultura e gli Institut Goethe, nonché della partecipazione dello scrittore Carmine Abate (Premio Campiello 2012) e dell’antropologo Vito Teti.
Nel 2008 Il Parto ritorna in teatro con Slum, con testi di Pier Francesco Majorino, Marjorie Shostak, Christa Wolf e la regia di Milvia Marigliano. Lo spettacolo, che racconta l’Africa dalle baraccopoli che attraverso i viaggi della speranza s'incrocia con le nostre radici, debutta al Mittelfest diretto da Moni Ovadia ed è ospite della Festa Europea della Musica.
Nel 2009, alla Festa del Cinema di Roma, viene presentato il film L'abbuffata di Mimmo Calopresti con le musiche del Parto e di Sergio Cammariere e la partecipazione di Gérard Depardieu e Diego Abatantuono. E nello stesso periodo esce il nuovo film del Parto I colori dell'abbandono, diretto da Paolo Taddei su un soggetto di Salvatore De Siena. Il film, che racconta di Pentedattilo, affascinante paese abbandonato della Calabria, vince il Festival di Cinema, Ambiente e Paesaggio, con una giuria composta da Michele Placido, Lina Wertmüller e Giuliano Gemma.
Nel 2010 esce il CD Magnagrecia, che segna un'evoluzione del Parto verso il genere world music. Le canzoni raccontano storie di paesi abbandonati, viaggiatori, poveri, emigranti e immigrati. Ospiti ancora Claudio Lolli e Roy Paci, e poi la violinista magiara Zita, la vocalist iraniana Raissadat e la Banda di Delianuova. Segue un lungo tour in cui Il Parto suona in Europa e in America. Ai festival e alle rassegne nazionali degli anni precedenti seguono quelli internazionali (Festival Sete Luas Sete Sois, Festival World) e ai palchi di Roma, New York, Baghdad e Praga, si aggiungono quelli di Londra, Berlino, Stoccarda, Monaco, Lisbona, Budapest, Fortaleza, Bilbao, Montpellier, Siviglia e tanti altri.
Il film del 2011 Qualunquemente, con Antonio Albanese e diretto da Giulio Manfredonia, nella colonna sonora ospita Onda calabra, il brano del Parto delle Nuvole Pesanti che diventa un tormentone in televisione, alla radio e nel web, conquistando la candidatura come Migliore Canzone al David di Donatello e la partecipazione al Festival del Cinema di Berlino. Altri attestati arrivano per il brano L'imperatore, il cui testo, scritto da Salvatore De Siena, viene selezionato tra i mille brani più significativi della canzone italiana (La canzone italiana 1861-2011 di Leonardo Colombati) e per il brano Giorgio, storia di un bambino calabrese emigrato in Germania, che ottiene la candidatura al Premio Amnesty International. Inoltre il brano strumentale Meccaniche terrestri diventa sigla di 20 oggetti della vita italiana, in onda su Rai Radio 3.
Negli anni seguenti Il Parto fonda il Movimento La Poltrona, con cui il gruppo propaganda una sua fantomatica partecipazione alle elezioni politiche. Inno di questo movimento è il brano La poltrona, pubblicato con un videoclip che documenta il tour elettorale dei musicisti in una fattoria di animali di orwelliana memoria. Il brano è contenuto in Che aria tira, disco del 2013 che per la band calabro-emiliana segna un'ulteriore evoluzione musicale tra solchi acustici, incursioni rock e suoni elettronici. L'album, con brani di forte denuncia sociale e ambientale, è uno sguardo ironico e amorevole sul nostro tempo, con partecipazioni d'eccezione come quella di Carlo Lucarelli in La nave dei Veleni, Fabrizio Moro in Crotone e il Coro Multietnico di Bologna Mikrokosmos in Che aria tira. Da ricordare sono anche il concerto del Parto, accompagnato dell’ensemble di archi Il sesto armonico diretto da Giuseppe Vessicchio, nell'ambito dell'evento Il grande viaggio, trasmesso su Rai 3 Calabria e la partecipazione al disco Walter sogna ma non dorme insieme ad altri artisti legati alla scena musicale popolare del Sud, come Eugenio Bennato, con il brano I vecchiareddhi.
Tra il 2015 e il 2016 Il Parto realizza il progetto Terre di Musica – Viaggio tra i Beni Confiscati alla Mafia, ideato da Salvatore De Siena in collaborazione con Libera e Arci. Grazie a questo progetto il Parto diventa testimonial della Carovana Internazionale Antimafia. Il progetto, con un cofanetto contenente un libro e un film, viene presentato nelle scuole e nelle università, su Rai Radio 3 e sul TG2 nonché al concerto del Primo Maggio a Roma.
Nel 2017 esce il cortometraggio Alèteia, diretto da Enrico Le Pera, narrante la storia di due ragazzi che s'innamorano scoprendo il valore della propria terra. Ambientato a Strongoli, in Calabria, il film viene presentato al 3EFestival, gemellato con l'omonimo festival canadese, che ha come finalità la riscoperta e il recupero del centri storici dei paesi e la compatibilità ambientale. Il film vede la partecipazione dei musicisti del Parto come attori e si avvale delle sue musiche tra cui spicca il brano originale Il percorso Calabrozen.
Nel 2019 viene pubblicato il nuovo album dal titolo Sottomondi, con la collaborazione artistica di Tony Canto. L'album viene anticipato dal singolo Niente ninna per l'uomo ne', che affronta il tema del razzismo in modo leggero e ironico incrociando la vicenda di Riace e accompagnato da un videoclip girato in una scuola materna della periferia milanese sotto la direzione di Giuseppe Bilotti.

## Formazione
- Salvatore De Siena - voce (dal 2010), chitarra, percussioni
- Amerigo Sirianni - chitarre, mandolino, voce
- Mimmo Crudo - basso
- Antonio Rimedio - fisarmonica, tastiera, fiati
- Manuel Franco - batteria e percussioni
- Enzo Ziparo - chitarra, banjo, bouzuki, ukulele
- Emanuela Timpano - sax e cori

### Dal 1990 al 2005
- Peppe Voltarelli - voce, chitarra, fisarmonica

### Dal 2006 al 2008
- Mirco Menna - voce, chitarra

## Discografia
- 1991 - Guerra al salario
- 1994 - Alisifare
- 1996 - Pristafora
- 1997 - 4 battute di povertà
- 2000 - Sulle ali della mosca
- 2001 - Roccu u stortu
- 2002 - Attenzione all'estinzione (mini-cd)
- 2003 - Ho visto anche degli zingari felici
- 2004 - Il parto
- 2008 - Slum
- 2010 - Magnagrecia
- 2013 - Che aria tira
- 2019 - Sottomondi

## DVD
- Giuseppe Gagliardi, Il Parto delle Nuvole Pesanti, Doichlanda. Road movie nei luoghi dell'emigrazione calabrese in Germania, Zoropa produzioni, 2003, Premio speciale della giuria al XXI Torino Film Festival.
- I colori dell'abbandono, regia di Paolo Taddei, film-documentario sul concerto tenuto a Pentedattilo.
- SLUM - Storie di discariche umane - 2008
- TERRE di MUSICA - Viaggio tra i bei confiscati alla mafia, su youtube.com.